# Saint-Germain-du-Teil
Saint-Germain-du-Teil – miejscowość i gmina we Francji, w regionie Oksytania, w departamencie Lozère. W 2013 roku populacja gminy wynosiła 831 mieszkańców. Przez teren gminy przepływa rzeka Lot. 